# شهلا انتظاریان
شهلا انتظاریان (زادهٔ ۱۳۳۹ در قزوین) مترجم، نویسنده و کارشناس مترجمی زبان انگلیسی است. عمده فعالیت وی ادبیات کودکان و نوجوانان است. او از سال ۱۳۷۹ به شورای کتاب کودک پیوست و کار ترجمه و نقد ادبیات کودک را با نشریات مختلفی چون دوچرخه، سه چرخه، کیهان بچه‌ها، سلام بچه‌ها و نیز کتاب ماه کودک و نوجوان شروع کرد.

### ترجمه
- پرندهٔ بی‌آشیان[۵]
- کیسی بینگر، پاتریشیا مک‌لاکلان، دستان ۱۳۸۵[۶]
- تصاویر هالیس وودز، پاتریشیارایلی گیف، پیدایش ۱۳۸۶[۷]
- میلیون‌ها (رمان نوجوان)، فرانک کاترل‌بویس، افق ۱۳۸۶[۸]
- بیلی پرنده (رمان کودک)، دیک‌کینگ اسمیت، پیدایش ۱۳۸۷[۹]
- چه خوب که هشت‌پا نیستی، جولی مارکز، علمی و فرهنگی ۱۳۸۹[۱۰]
- زنجیرهٔ دروغ (رمان نوجوان)، بورلی نایدو، چشمه ۱۳۸۹[۱۱]
- دختران کابلی (سه‌گانه، رمان نوجوان)، دبورا الیس، قدیانی ۱۳۹۰[۱۲]
- تابستان زاغچه (رمان نوجوان)، دیوید آلموند، قطره ۱۳۹۰[۱۳]
- کلت (رمان نوجوان)، نانسی اسپرینگر، قطره ۱۳۹۰[۱۴]
- یک سال بدون اون(رمان نوجوان )، لیز کسلر ، ایران بان